# Václav Šimerka

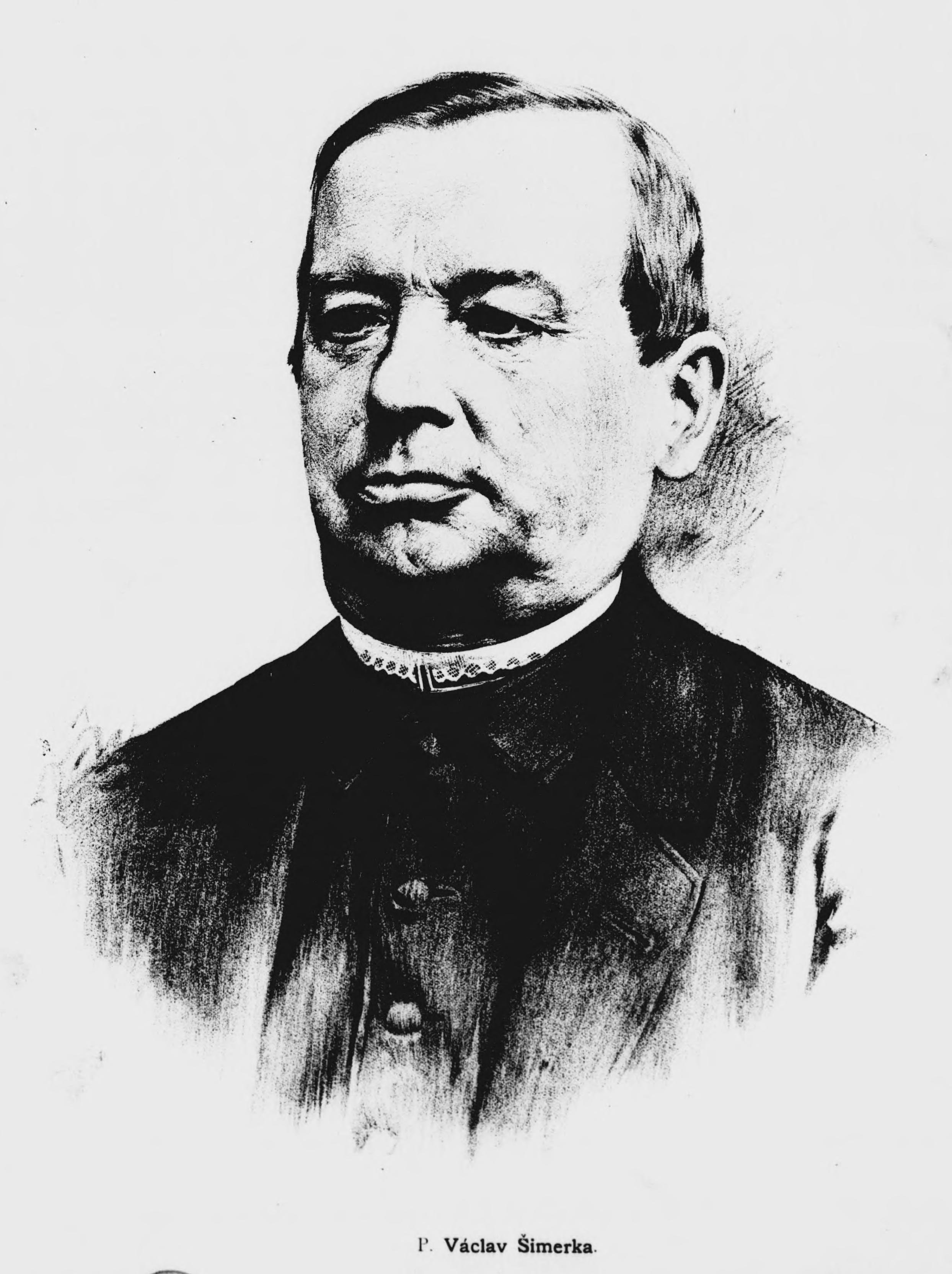
Václav Šimerka (1888)

Václav Šimerka, deutsch Wenzel Simerka oder Schimerka, (* 20. Dezember 1819 in Hochwesseln, Bezirk Jičin Königgrätzer Kreis; † 26. Dezember 1887 in Praskatschka, Bezirk Königgrätz,) war ein böhmischer Mathematiker, Physiker und Philosoph sowie Priester.

## Leben
Nach dem Besuch des Gymnasiums in Jitschin studierte Václav Šimerka Philosophie in Prag und Katholische Theologie am Priesterseminar in Königgrätz. 1845 wurde er zum Priester geweiht und wirkte anschließend als Kaplan in Žlunice bei Jičín. 1852 legte er die Lehramtsprüfung für Mathematik ab und studierte danach Physik in Prag. Anschließend wirkte er als Supplent (Hilfslehrer) am Gymnasium in Budweis. Ab 1862 wirkte er als Seelsorger in Slatina bei Senftenberg und ab 1886 in Jenšovice bei Hohenmauth. Daneben veröffentlichte er zahlreiche Werke mit philosophischen Themen, die meistens einen naturwissenschaftlichen Bezug hatten und teilweise in Deutsch verfasst waren. Die Ergebnisse seiner Studien wurden teilweise in Lehrbücher für den Schulunterricht aufgenommen.

## Werke (Auswahl)
- Die Perioden der quadratischen Zahlformen bei negativen Determinanten (Prag, 1858).
- Die Lösungen zweier Arten von Gleichungen (Wien, 1859).
- Die trinären Zahlformen und Zahlwerthe.
- Přispěvky k neurčité analytice.
- Die rationalen Dreiecke (Prag, 1869).
- Součty celých v lomené arithmetické posloupnosti.
- Řetězové pravidlo u shod.
- Jednočlenná perioda zbytků z mocnin bes předchozích členů.
- Jednočlenná perioda zbytků z mocnin s pťechcházejícími členy.
- Zbytky z arithmetické posloupnosti.
- Die Kraft der Ueberzeugung. Ein mathematisch-philosophischer Versuch (Wien, 1883).
- Dampfkessel und Dampfmaschinen und ihre Wartung (Pilsen, 1889).